# Drahomyšl (Lipno)
Drahomyšl (německy Drahomischl) je malá vesnice, část obce Lipno v okrese Louny. Nachází se asi tři kilometry severozápadně od Lipna. Prochází zde silnice II/225. Drahomyšl je také název katastrálního území o rozloze 3,68 km².

## Historie
První písemná zmínka o vesnici pochází z roku 1115, ale listina s ní je falzum, které na počátku 14. století vytvořili mniši kladrubského kláštera, aby měli listinu, podle níž vladyka Dobreha daroval klášteru pozemky ve vsi. V roce 1533 byla Drahomyšl připojena k líčkovskému panství, jehož součástí byla až do roku 1849.

## Obyvatelstvo
Při sčítání lidu v roce 1921 zde žilo 292 obyvatel (z toho 140 mužů), z nichž bylo padesát Čechoslováků a 242 Němců. Kromě dvou židů byli římskými katolíky. Podle sčítání lidu z roku 1930 měla vesnice 323 obyvatel: 136 Čechů, 184 Němců a tři Židy. Z nich bylo 281 katolíků, 29 členů církve československé, tři židé a deset lidí bez vyznání.
|           | 1869 | 1880 | 1890 | 1900 | 1910 | 1921 | 1930 | 1950 | 1961 | 1970 | 1980 | 1991 | 2001 | 2011 |
| --------- | ---- | ---- | ---- | ---- | ---- | ---- | ---- | ---- | ---- | ---- | ---- | ---- | ---- | ---- |
| Obyvatelé | 270  | 282  | 288  | 343  | 326  | 292  | 323  | 168  | 162  | 138  | 100  | 67   | 62   | 57   |
| Domy      | 33   | 36   | 38   | 46   | 52   | 52   | 58   | 52   | 40   | 36   | 33   | 39   | 40   | 40   |

## Pamětihodnosti
- Kámen Zkamenělý mnich. V poli při cestě do Strkovic severně od vsi (50°18′54″ s. š., 13°38′57″ v. d.) stojí kámen považovaný za menhir. Tvoří ho slepenec, je vysoký 220 cm, základna má šířku 250 cm a váží přibližně dvě tuny.[9] Podle pověsti se jedná o zkamenělého mnicha, který udržoval poměr s dívkou. Protože se s ní scházel i přes varování a zákaz představeného kláštera, nechal ho tento představený na místě milostných schůzek zkamenět.[10] První písemná zmínka o kameni pochází z roku 1680. V liběšické matrice je záznam, že během tehdejší morové epidemie pohřbívali obyvatelé Drahomyšle své oběti v poli U mnicha.[11]
- V roce 1822 byla postavena klasicistní drahomyšlská kaple.

## Galerie

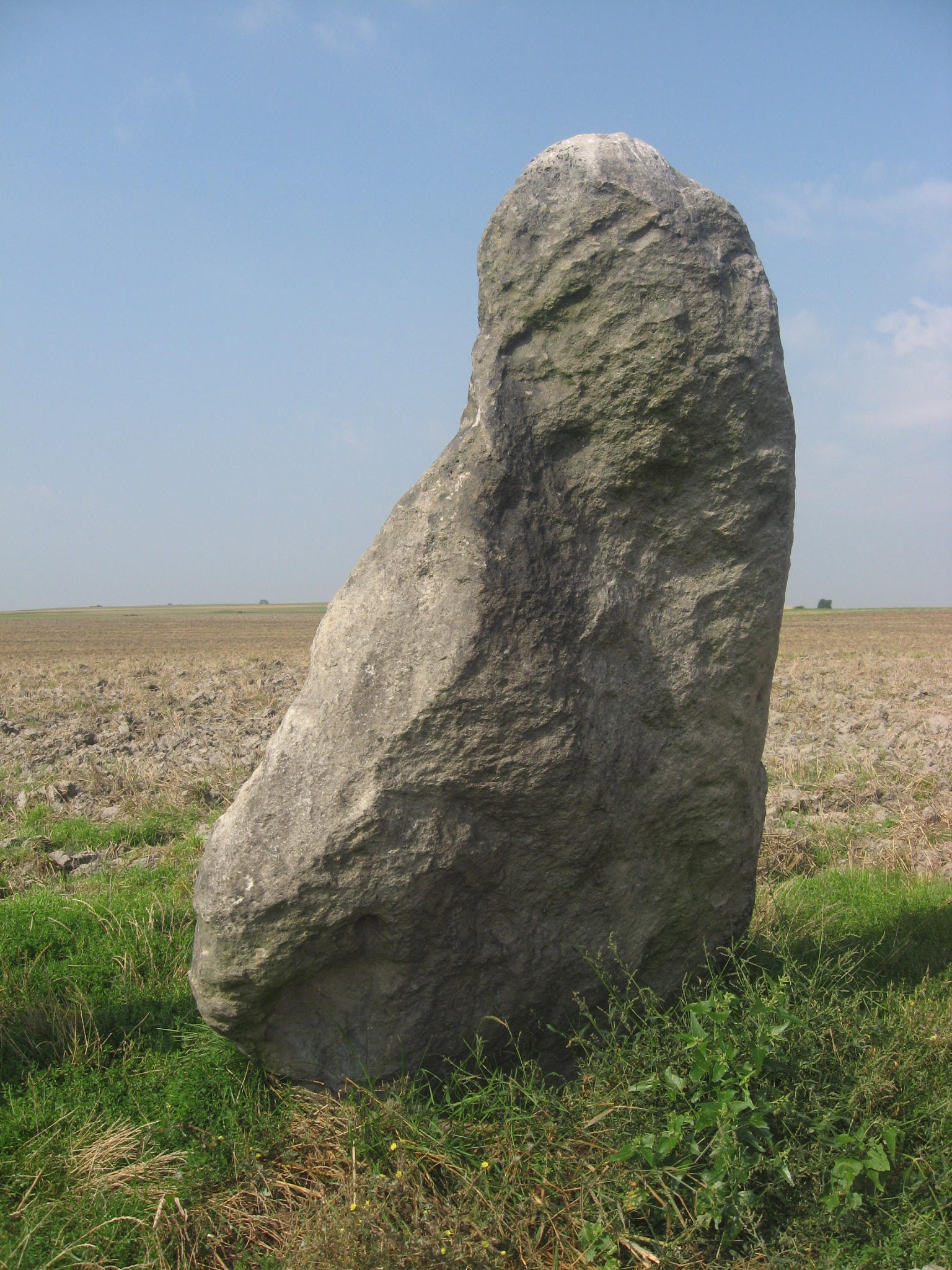
Zakletý mnich
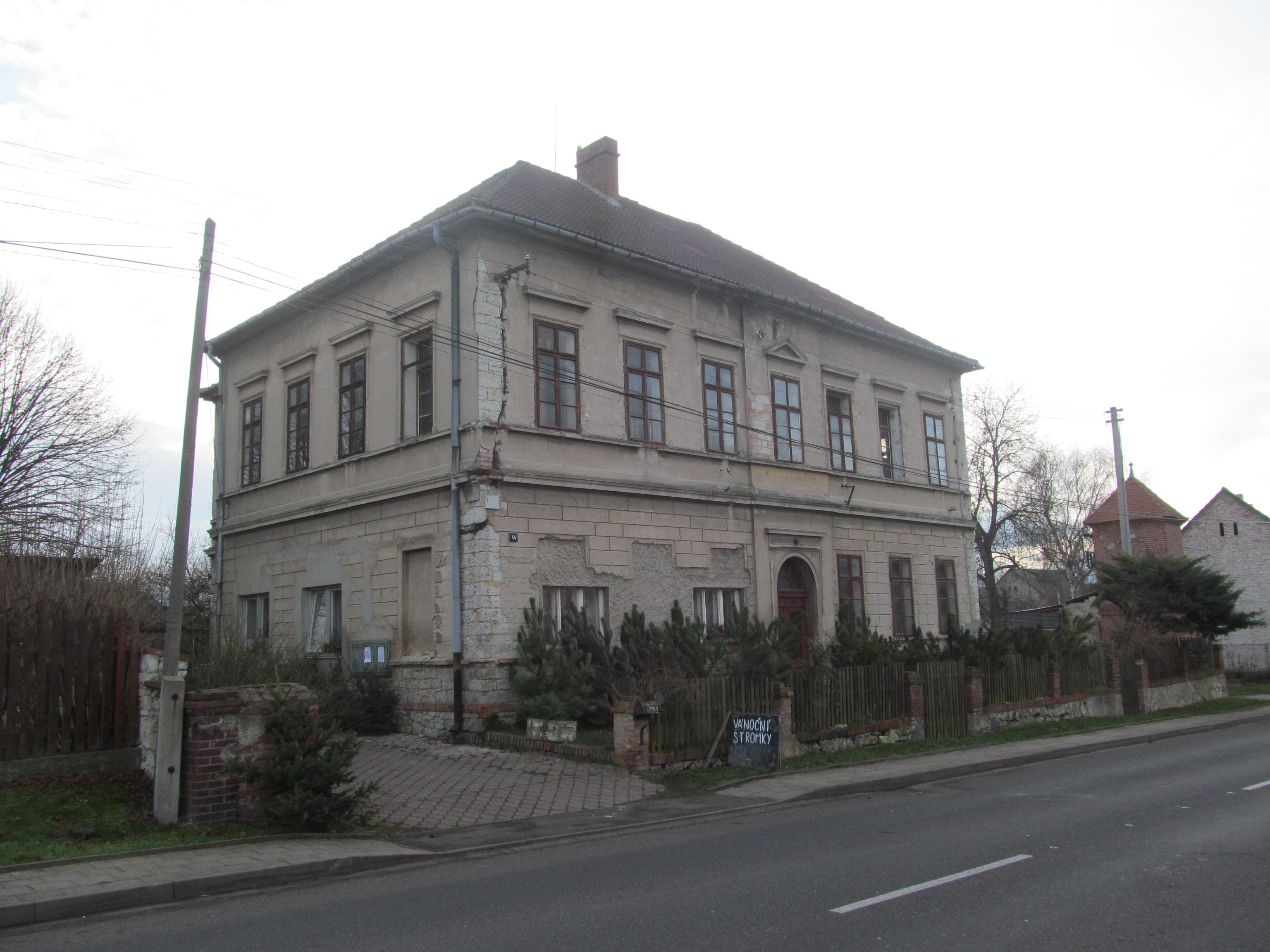
Bývalá škola
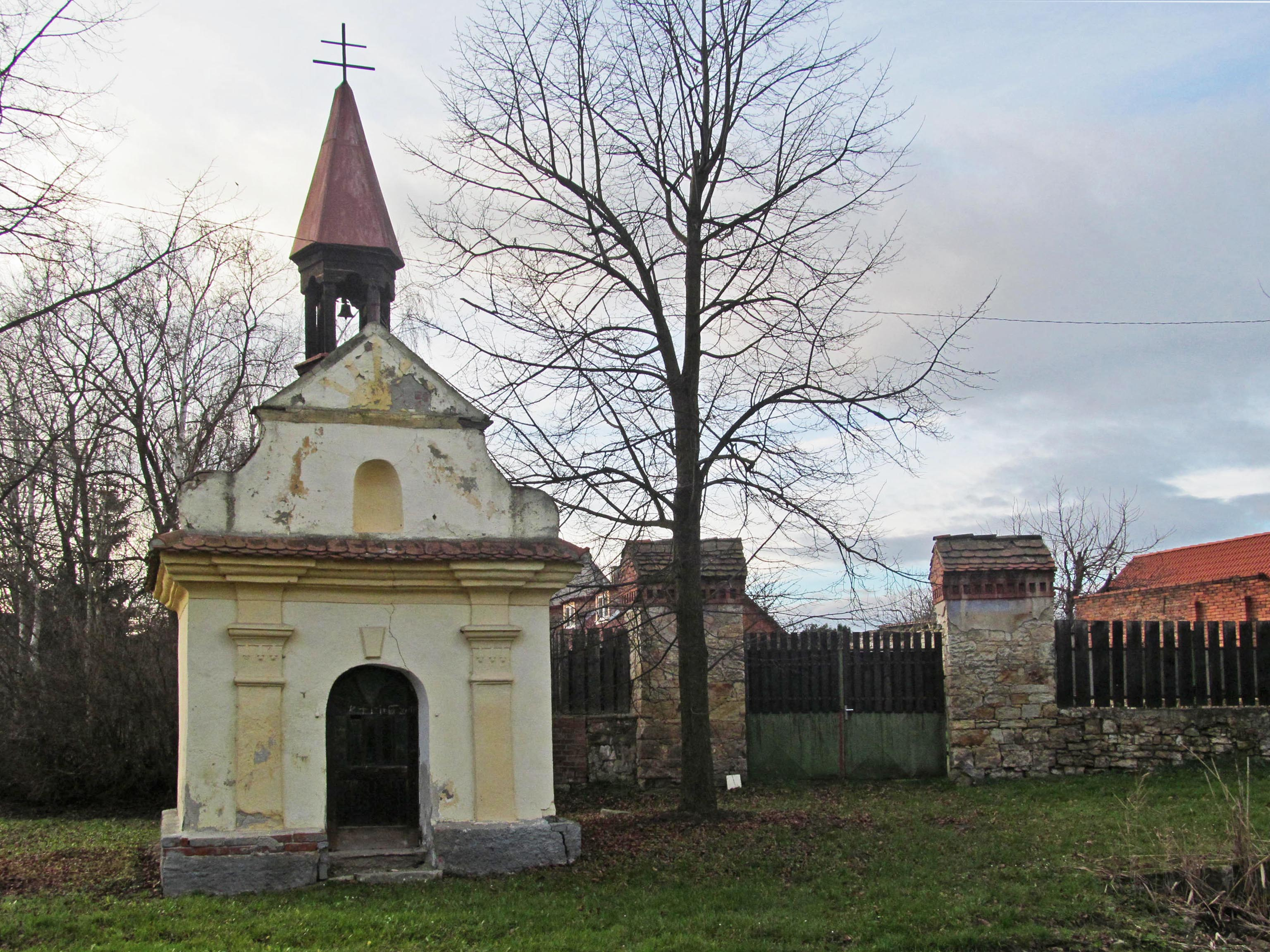
Kaple z roku 1822
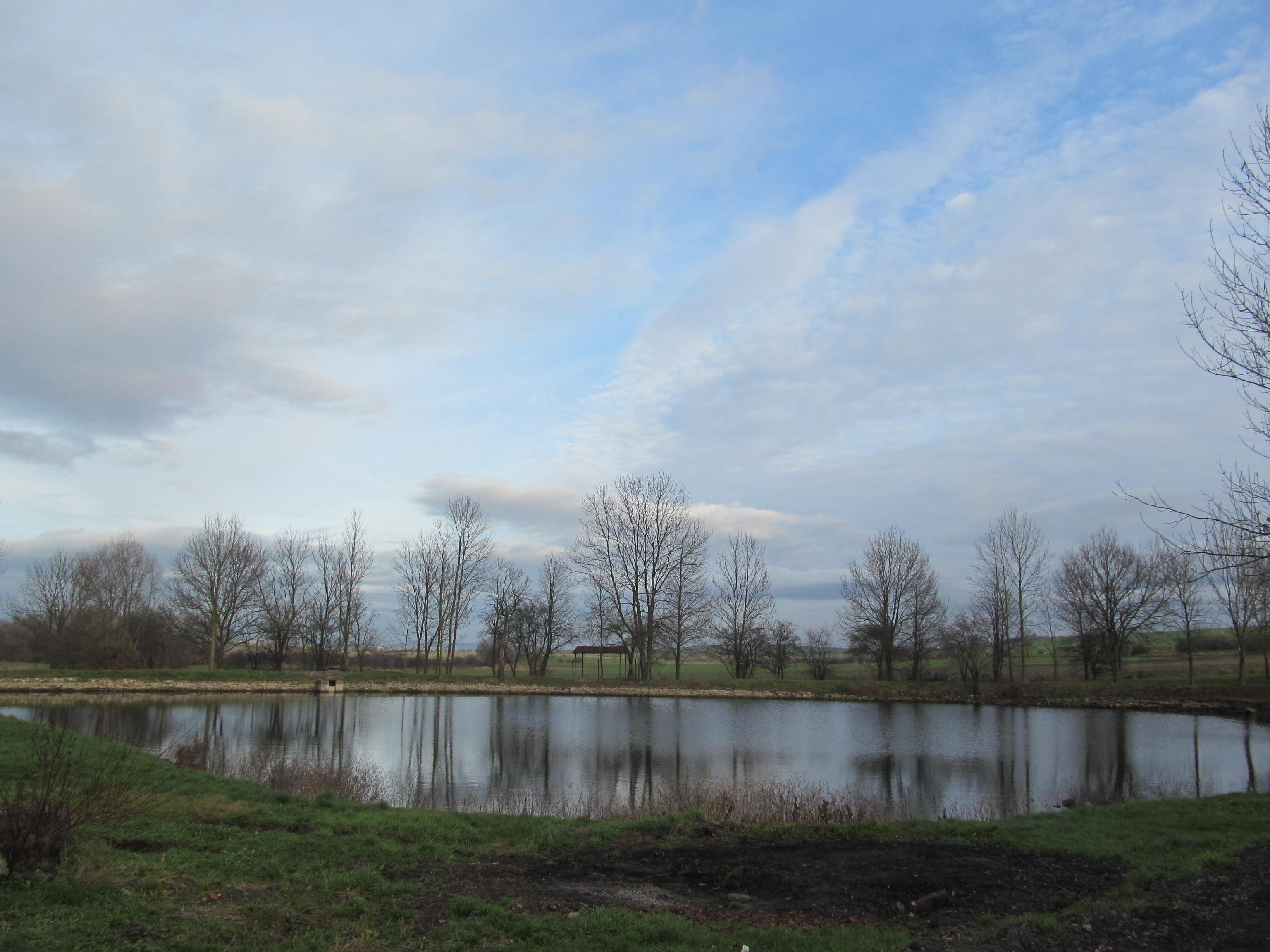
Rybník u vsi